# Spissatus
Spissatus is het tweede deel in de naam van wolkensoorten, die worden gebruikt als onderdeel van een internationaal systeem om wolken te classificeren naar eigenschap volgens de internationale wolkenclassificatie. Spissatus betekent dicht of in elkaar vervlochten. Als afkorting heeft spissatus spi. Er bestaat 1 wolkensoort die spissatus als tweede deel van zijn naam heeft:
- Cirrus spissatus (Ci spi)

Spissatuswolken zijn een dichte wolk, voldoende om de zon te versluieren. Naar de zon toe hebben ze vaak een grijze tint. De onderzijde heeft vaak valstrepen van ijskristallen (virga). Ze kunnen mogelijk aan de top te vinden zijn van een cumulonimbuswolk.